# Сент-Андрус
Сент-А́ндрус (англ. St Andrews, гэльск. Cill Rìmhinn, скотс Saunt Aundraes) — старинный город в Шотландии в области Файф. Расположен на востоке страны, на побережье Северного моря. Традиционно известен как один из мировых центров гольфа.

## История
По легенде, греческому монаху св. Регулу явился ангел и сказал, чтобы тот увёз мощи Апостола Андрея на край света. Его корабль остановился у берега деревни, которая впоследствии стала называться в честь Святого Андрея. Там же Регулом была основана церковь. Апостол Андрей был признан покровителем Шотландии.
C 906 года до XVIII века Сент-Андрус являлся «церковной столицей» Шотландии, местом пребывания примаса Шотландии, архиепископа Сент-Андруса.
Город также знаменит старейшим университетом Шотландии, основанным в 1413 году.

## Транспорт
Железная дорога до Сент-Андруса была разобрана в 1969 году. Ближайшая станция находится в 7 км от города на ветке Эдинбург — Абердин.

## Университет
Университет Сент-Андруса, старейший в Шотландии, был основан в 1413 году, и к середине XVI столетия состоял из трёх колледжей: Св. Сальватора (1450), Св. Леонарда (1511) и Св. Марии (1538).

## Гольф
Сент-Андрус претендует на звание родины гольфа, так как здесь находятся старейшие гольфовые поля, расположенные вдоль берега Северного моря. Основное гольф-поле носит название St. Andrew’s Old Course, которое посещают знаменитые игроки. Ежегодно здесь проходят крупные турниры, гостями на которых часто бывают Майкл Дуглас и Кэтрин Зета-Джонс.

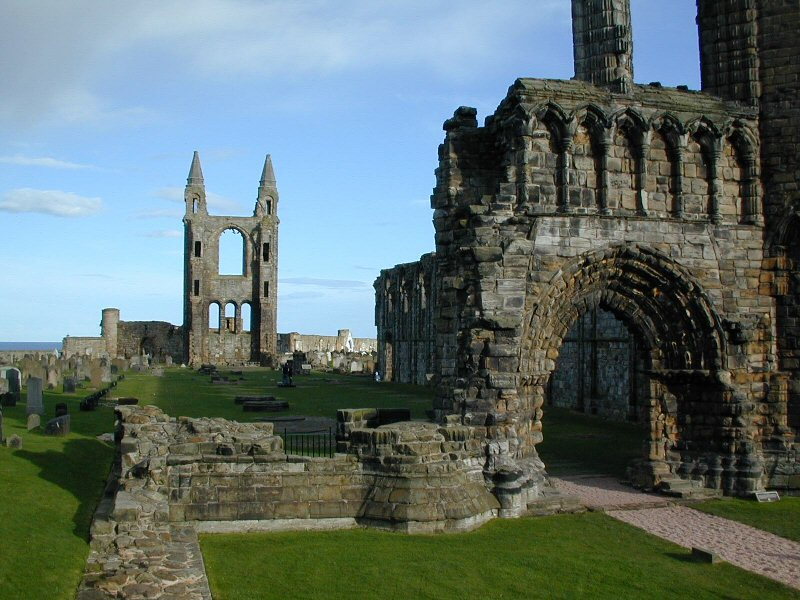
Руины кафедрального собора

## Достопримечательности
- Руины Собора святого Андрея
- Башня Святого Рула
- Замок Св. Андрея
- Приходская церковь Святой Троицы
- Доминиканская капелла
- Здание Сент-Андрусского университета